# Julius Ejdestam
Julius Eugen Ejdestam, född 26 januari 1912 i Uppsala, död 13 juni 1992 i Vänge församling, var en svensk etnolog. 
Efter studentexamen 1931 blev Ejdestam filosofie kandidat 1937, filosofie licentiat 1939 och filosofie doktor vid Stockholms högskola 1944 på avhandlingen Årseldarnas samband med boskapsskötsel och åkerbruk i Sverige. Han blev amanuens vid Landsmåls- och folkminnesarkivet i Uppsala 1939 och var chef för Institutet för folklore i Göteborg 1965–1977. Han skrev bland annat Svenskt folklivslexikon (1975, utökad upplaga 1992). Julius Ejdestam är gravsatt i minneslunden på Berthåga kyrkogård i Uppsala.